# Fizika

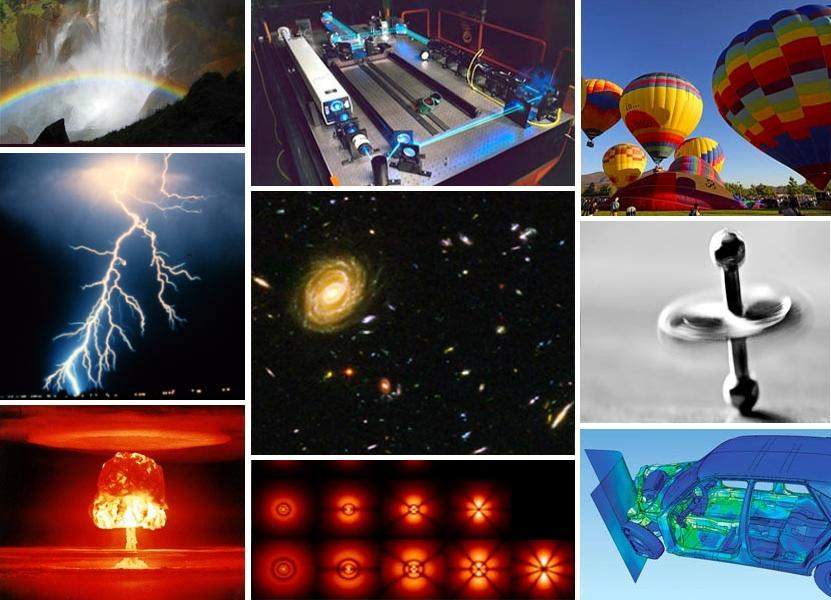
A fizikai jelenségek különböző példái

A fizika (ógörögül φυσική (ἐπιστήμη), az ógörög φύσις fűzisz "természet"-ből) az anyaggal és mozgásával, ill. téren és időn át történő viselkedésével, valamint a vele kapcsolatos elgondolásokkal, mint az energia és erő, foglalkozó természettudomány. Az egyik legalapvetőbb tudományos terület, a fizika fő célja a világegyetem viselkedésének a megértése.
A fizika az egyik legrégebbi akadémiai diszciplína, a csillagászat magába foglalásával talán a legrégibb. Az elmúlt két évezred során a fizika a természetfilozófia része volt, a kémiával, a biológiával és a matematika bizonyos ágaival együtt, de a 17. században a tudományos forradalom során a természettudományok saját jogukon mint egyedi kutatási programok emelkedtek ki. A fizika a kutatás számos interdiszciplináris területét keresztezi, mint például a biofizika és a kvantumkémia, és a fizika határai nem határozhatók meg szigorúan. A fizika új elgondolásai gyakran magyarázzák meg más tudományok alapvető mechanizmusait, míg a kutatás új irányvonalait nyitják meg az olyan területeken, mint a matematika és filozófia.
A fizika az elméleti áttörésekkel hozzájárul továbbá az erre épülő új technológiák fejlődéséhez. Például az elektromágnesség vagy magfizika elméletének kialakulása és fejlődése vezetett közvetlenül olyan új, a társadalmat is átformáló termékek kifejlesztéséhez, mint a televízió, a számítógépek, a háztartási eszközök és az atomfegyverek. A termodinamika vívmányai vezettek az iparosodás fejlődéséhez, és a mechanika vívmányai ösztönözték a számtan fejlődését.
Az ENSZ 2005-öt a fizika világévének nyilvánította.

## A fizika tárgya

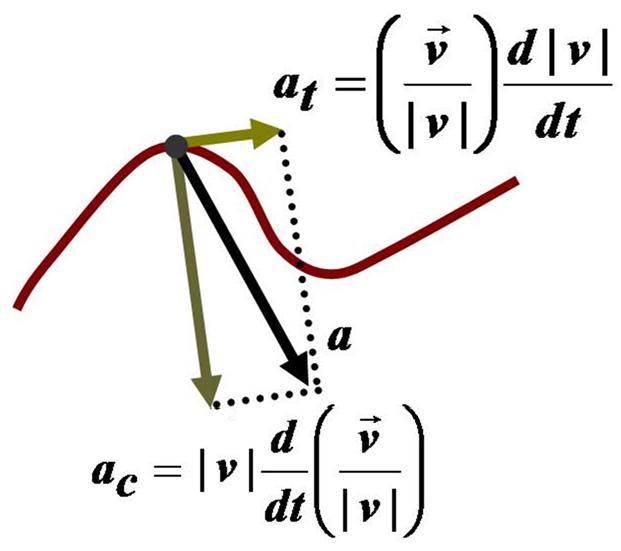
A fizika a természeti jelenségekre elvont matematikai modellt alkot. A mechanikában például gyakran tömegpontokkal helyettesítik a tárgyakat, ha ez lehetséges. Gyakran alkalmazott eszközei a matematikai analízis, illetve egyes numerikus közelítő módszerek

A fizika a természeti jelenségek széles körét magyarázza az elemi részecskéktől (mint például a kvarkok, leptonok és bozonok) a galaxisok legnagyobb szuperhalmazaiig. Ezért a fizikát nevezik néha az "alapvető tudománynak" is. A fizika a természetben előforduló jelenségeket megpróbálja a lehető legegyszerűbb modellbe foglalni. Ezzel a fizika célja az emberek számára megfigyelhető dolgok kapcsolása az eredendő okokhoz, majd ezen okok összekapcsolása.
Az ókori kínaiak például megfigyelték, hogy bizonyos kövek (a mágnesvasérc és a magnetit) egy láthatatlan erővel vonzzák egymást. Ezt a hatást később mágnességnek nevezték el, melynek első kiterjedt fizikai leírása a 17. századból származik. Még a kínaiak mágnességgel kapcsolatos felfedezései előtt az ókori görögök is tettek megfigyeléseket olyan agyagokról (pl. a borostyán), melyet prémmel dörzsölve hasonló láthatatlan vonzás volt tapasztalható. Ezt a szintén 17. századi elektromosságtan írta le. A fizikusok előtt tehát két természeti megfigyelés megértésének a feladata állt, melyet egy eredeti okhoz kapcsoltak: az elektromossághoz és mágnességhez. Azonban a 19. századra felhalmozott további eredmények rámutattak, hogy ez a két erő csak két különböző aspektusa egyetlen jelenségnek: az elektromágnességnek.
Az erők "egyesítésének" ezen folyamata a mai napig folytatódik. Ma az elektromágnesességet és a gyenge magerőt az elektrogyenge kölcsönhatás két aspektusának tekintjük. A fizikusok reménykednek egy végső ok (A mindenség elmélete) megtalálásában, mely magyarázatot ad arra, hogy a világegyetem miért úgy viselkedik, ahogy azt hétköznapi tapasztalatainkban érzékeljük.

## Története

### Ókori csillagászat

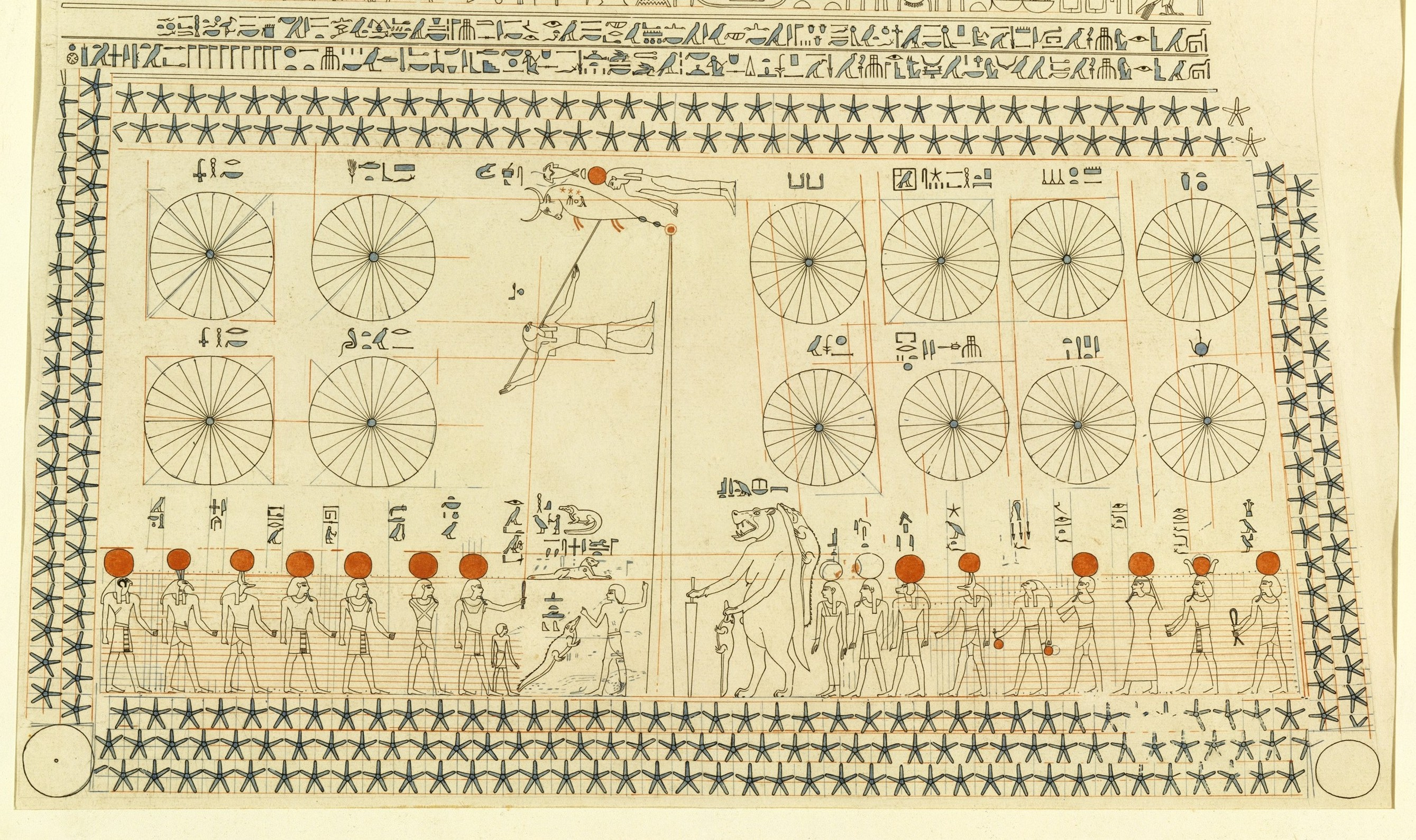
Az ókori egyiptomi csillagászat szemmel látható az olyan műemlékeken, mint A Szenenmut-sírkamra csillagászati mennyezete a XVIII. dinasztiából

A csillagászat a legrégebbi természettudomány. Az i.e. 3000-ig visszanyúlóan egyes korai társadalmak, mint a sumérok, az ókori egyiptomiak és az Indus-völgyi civilizáció, rendelkeztek a Nap, a Hold és a csillagok mozgásáról alkotott képpel, melyet előrejelzésre is használtak. A csillagok és a bolygók gyakran voltak imádat tárgyai: úgy hitték, hogy ezek az isteneiket képviselik. Bár a korai csillagászati elképzelések gyakran tudománytalan állításokat tartalmaztak, ezek a korai megfigyelések, mérések és feljegyzések alapozták meg a későbbi csillagászatot.
Asger Aaboe tudománytörténész szerint a nyugati csillagászat Mezopotámiából származik, és a nyugati világ egzakt tudományainak alapjait a késő babilóniai csillagászat fektette le. Az egyiptomi csillagászok a csillagképek és az égitestek mozgásainak ismeretét mutató műemlékeket hagytak hátra, míg Homérosz görög költő Iliászában és Odüsszeiájában számos égitestről írt; később a görög csillagászok adtak mai napig használatos neveket az északi félgömbről látható csillagképeknek. Mindezek arra utalnak, hogy az ókor egyes társadalmaiban kiterjedt ismeretekkel rendelkeztek ezen égitestekről, és mozgásaikról.

### Természetfilozófia
A természetfilozófia gyökerei az archaikus kor (i.e. 650 - i.e. 480) Görögországában találhatók, amikor is a Szókratész előtti filozófusok mint Thalész elutasították a természeti jelenségek nem-természeti magyarázatát, és azt hirdették, hogy minden eseménynek természeti oka van. Okkal és megfigyeléssel ellenőrzött elképzeléseket javasoltak, és a kísérletek során számos feltevésük sikeresnek bizonyult; például az atomizmus közel 2000 évvel azután találták helyesnek, hogy Leukipposz és tanítványa Démokritosz először felvetette.

### Fizika a középkori iszlám világban

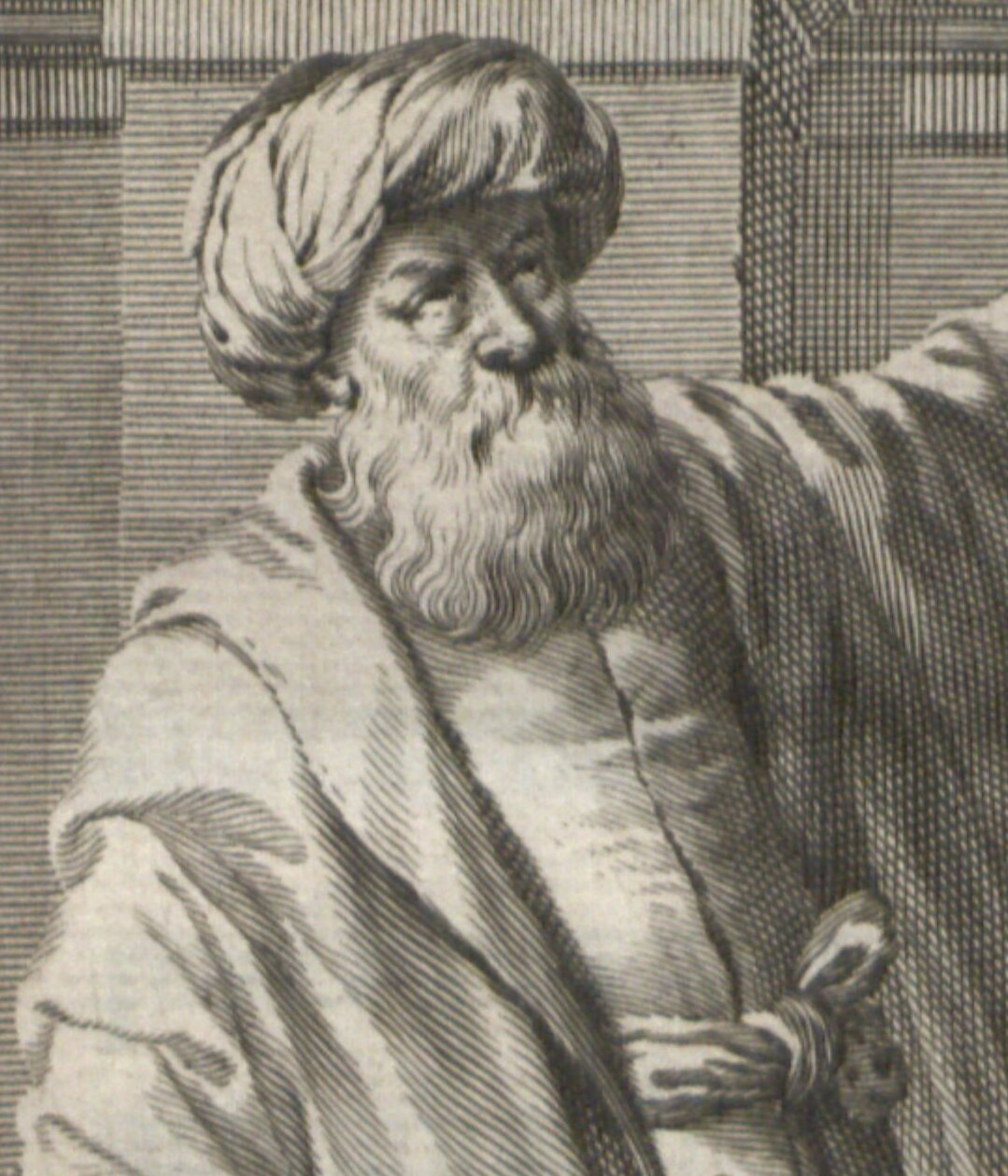
Ibn Al Haitham, a fénytan úttörője

Az iszlám tudományosság a görögöktől megörökölte az arisztotelészi fizikát, és az Iszlám Aranykor idején továbbfejlesztette, különös hangsúlyt helyezve a megfigyelésre és az a priori érvelésre, kifejlesztve a tudományos módszer korai formáját. A legfigyelemreméltóbb találmányok a fénytan és látás terén jelentkeztek, az olyan tudósok munkáiban, mint Ibn Sahl, Al-Kindi, Ibn Al-Haitham, Al-Farisi és Avicenna.

A lyukkamera alapvető működési módja

A legjelentősebb mű Ibn Al-Haitham A fénytan könyve (más néven Kitāb al-Manāẓir) volt. Ebben nemcsak elsőként cáfolta meg a látás ókori görög ideáját, hanem egy új elmélettel állt elő. Szintén ő volt az első, aki tanulmányozta a lyukkamera jelenségét, és munkájában a szem működésének részletesebb leírását adta. Boncolásai eredményére és a korábbi tudósok munkáira támaszkodva bemutatta, hogyan hatol be a fény a szembe, hogyan fókuszálódik, és hogyan vetítődik ki a szem hátuljára. Megépítette a világon az első camera obscurát, évszázadokkal a fényképészet modern fejlődése előtt.
A fénytan könyve nagyban befolyásolta a különböző tudományterületek gondolkodását. Nem csak a vizuális érzékelésről alkotott középkori tudományos képet formálta át, de a korabeli művészetre is hatással volt például perspektíva-ábrázolásra vonatkozó új elképzeléseken keresztül. Eredményei sok későbbi európai tudósra volt hatással, többek között Robert Grosseteste, Leonardo da Vinci, René Descartes, Johannes Kepler és Isaac Newton munkájára. Sokak szerint Ibn al-Haytham fénytani írásának hatása összemérhető Newton 1704-es Optikájával.[forrás?]

### Klasszikus fizika

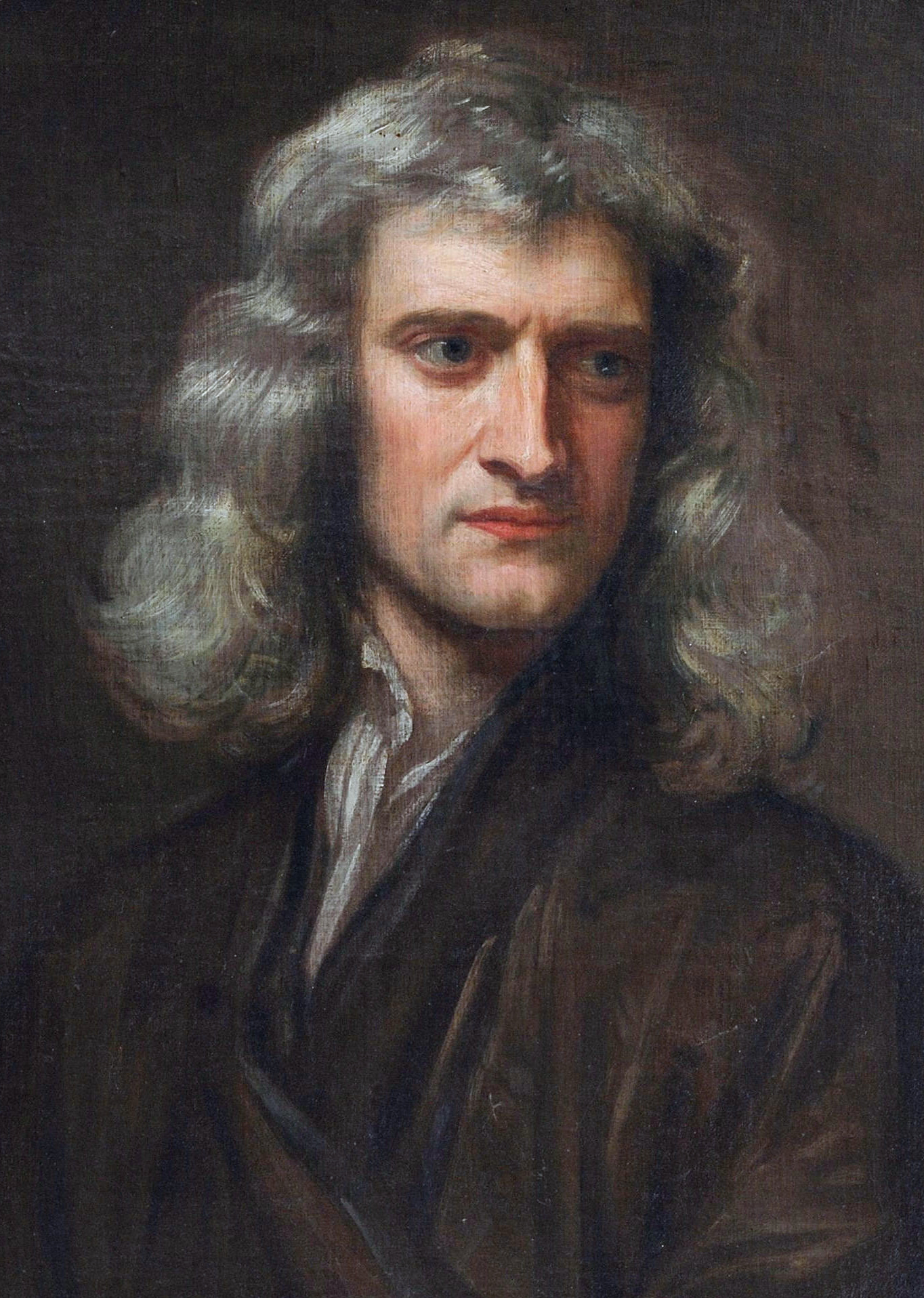
Sir Isaac Newton (1643–1727)

A ma klasszikus fizikának nevezett gondolati rendszer Európában alakult ki. Az európai tudósok kísérleti szemlélete és kvalitatív méréseik révén tekinthető a fizika önálló tudományágnak.
Ezen korszak fő eredményei többek közt a Naprendszer geocentrikus világképének helyettesítése a heliocentrikus kopernikuszi világképpel, Kepler munkája 1609-1619 között a bolygótestek mozgását jellemző törvények meghatározására, Galileo Galilei 16.-17. századi úttörő munkája a távcsövek és a megfigyelési csillagászat területén, illetve Isaac Newton mozgástörvényei és a róla elnevezett gravitációs törvény. Newton munkája hozzájárult a matematikai analízis fejlődéséhez is, ugyanis az általa javasolt differenciálszámítás-formalizmust ma is alkalmazzuk a változó folyamatok leírására.
Az ipari forradalom hatására növekvő energiaszükségletre a termodinamika, kémia és elektromágnesség új törvényeinek felfedezése adhatott választ. A klasszikus fizikát alkotó törvények jó közelítésű leírását adják a nem relativisztikus sebességgel haladó, hétköznapi léptékű rendszerek viselkedésére. Bár az extrém méretű vagy sebességű rendszerek leírásához már például kvantummechanikára, vagy relativitáselméletre van szükség, a korrespondenciaelvnek megfelelően ezek klasszikus határesetei megfelelnek a klasszikus fizika jóslatainak.
Az ilyen, klasszikus képbe nem illő fizikai rendszerek vizsgálata a 20. században elvezetett az úgynevezett modern fizika kialakulásához.

### Modern fizika

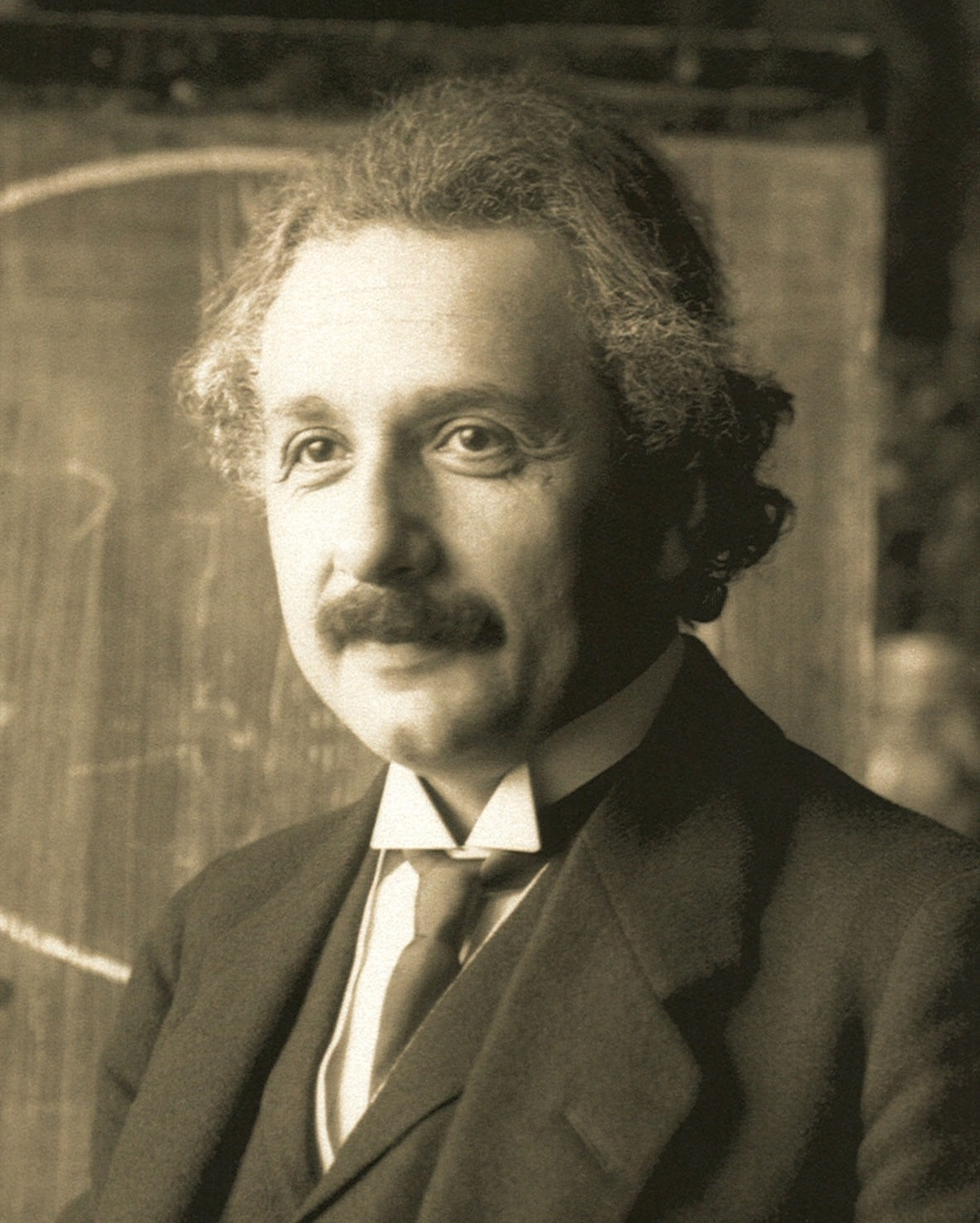
Albert Einstein (1879–1955)

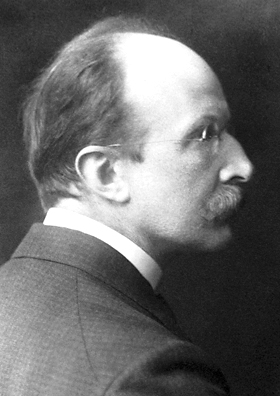
Max Planck (1858–1947)

A modern fizika Max Planck kvantumelméleti és Albert Einstein relativitáselmélettel kapcsolatos munkájával kezdődött a 20. század elején. Mindkét elméletet a klasszikus mechanika bizonyos fizikai rendszerek esetén, bizonyos kísérletekben megfigyelhető pontatlanságai hívták életre. A klasszikus mechanika például változó fénysebességet feltételez, mely nem volt összeegyeztethető az elektromágnesség Maxwell-egyenletei által előrejelzett állandó sebességgel; ezt az ellentmondást orvosolta Einstein speciális relativitáselmélete, mely állandó fénysebesség feltétele mellett írta le a klasszikus rendszerben tárgyalható, vagy azon túlmutató rendszerek mozgását.
A feketetest-sugárzás a klasszikus rendszerben értelmezhetetlen volt, ugyanis elmélete szerint a kisugárzott intenzitás a frekvenciával minden határon túl növekedne, így a kisugárzott energiateljesítmény a végtelenhez tartana (az erre vonatkozó elméleti és kísérleti eredményeket nevezzük ultraibolya-katasztrófának is). Az ellentmondást Planck azon felvetése oldotta fel, hogy az anyagi oszcillátorok gerjesztése csak frekvenciájukkal arányos diszkrét lépésekben legyen lehetséges. Ez az eredmény, a fényelektromos jelenséggel és egy elektronpályák diszkrét energiaszintjeinek feltevésével vezetett el a kvantummechanika kialakulásához.
A kvantummechanika úttörői Werner Heisenberg, Erwin Schrödinger és Paul Dirac. Többek között az ő munkájukra alapozva jöhetett létre a részecskefizika standard modellje is. A CERN-ben 2012-ben született, a Higgs-bozon felfedezésére vonatkozó eredmények arra utalnak, hogy a standard modell által megjósolt összes elemi részecske létezése kísérletileg kimutatható.
A standard modellen túli fizika, többek között olyan elméletekkel, mint a szuperszimmetrikus részecskéké, egy aktív kutatási terület. Ezen új elméletekben a matematika egyes területei, mint például a valószínűségelmélet, a csoportelmélet fontos szerepet kap.

## Filozófiája
A fizika egyes elemiben az ókori görög filozófiából ered. Thalésznek az anyag jellemzésére vonatkozó munkája, Démokritosz elképzelése az anyag invariáns állapotig történő redukálhatóságáról, a Ptolemaioszi csillagászat, illetve Arisztotelész Fizika című könyve csak néhány példa erre. Számos görög filozófus alakított ki saját elméletet a természetről. A fizika természetfilozófiaként volt ismert a késő 18. századig.
Csak a 19. századra vált egyértelművé, hogy a fizika a filozófiával és más tudományokkal egyenrangú, önálló tudományterület. Éppúgy, mint a többi tudomány, a tudomány filozófiájára és "tudományos módszerére" támaszkodott a fizikai világunkról meglevő tudás bővítésénél. A fizika logikájának mind az a priori, mind az a posteriori érvelés megfelel. Előbbi esetén a tapasztalatoktól függetlenül jön létre elmélet, mely a kifejtés után megerősítésre szorul, utóbbi pedig a tapasztalatokból közvetlenül levont következtetést jelenti.
A fizikai modellek következtetései egyrészről megválaszolta a korai filozófusok számos kérdését, másrészt viszont új kérdéseket vetett fel. A fizikával kapcsolatos filozófiai problémák vizsgálata, a fizika filozófiája olyan problémákat érint, mint a tér és idő természete, a determinizmus és az olyan metafizikai kitekintéseket tesz, mint az empirizmus, a naturalizmus és a realizmus.
Sok fizikus írt munkája filozófiai vonzatairól, például Laplace, a kauzális determinizmus mestere, illetve Erwin Schrödinger, aki a kvantummechanikáról írt. Roger Penrose matematikus-fizikust Stephen Hawking platonistának nevezte, Hawking önmagára "szégyentelen redukcionistaként" tekintett, és vitába szállt Penrose nézeteivel.

## Legfontosabb elméletei
Bár a fizika egyes részterületeinek témakörei, elméleti és kísérleti módszerei olykor nagyban eltérhetnek, bizonyos eredményeket a legtöbb fizikai ág közös tudományos alapjának tekinthetünk. Ezen alapvető elméletek a számtalan kísérleti igazolás révén általánosan elfogadottak a természet egy-egy jelenségének megfelelő leírójaként. A klasszikus mechanika elmélete például pontosan leírja a tárgyak mozgását, feltételezve, hogy sokkal nagyobbak az atomoknál és a fénysebességnél sokkal lassabban mozognak. Ezek az elméletek azonban napjainkban is az aktív kutatás területei: a klasszikus mechanika egyes eredményeit merőben újszerű nézőpontból magyarázó káoszelméletet például a 20. században dolgozták ki, három évszázaddal azután, hogy Isaac Newton lefektette a klasszikus mechanika alapjait.
A szűkebb részterületek gyakran ezekhez az alapelméletekhez nyúlnak vissza, matematikai formalizmusukat ezekből származtatják, illetve eredményeiket ezek felhasználásával értelmezik. Így ezek ismerete szakterülettől függetlenül minden fizikus számára szükséges. Ezen elméletek közé általában a klasszikus mechanikát, a kvantummechanikát, a termodinamikát és statisztikus fizikát, az elektromágnesség elméletét és a speciális relativitáselméletet sorolják.

### Klasszikus fizika

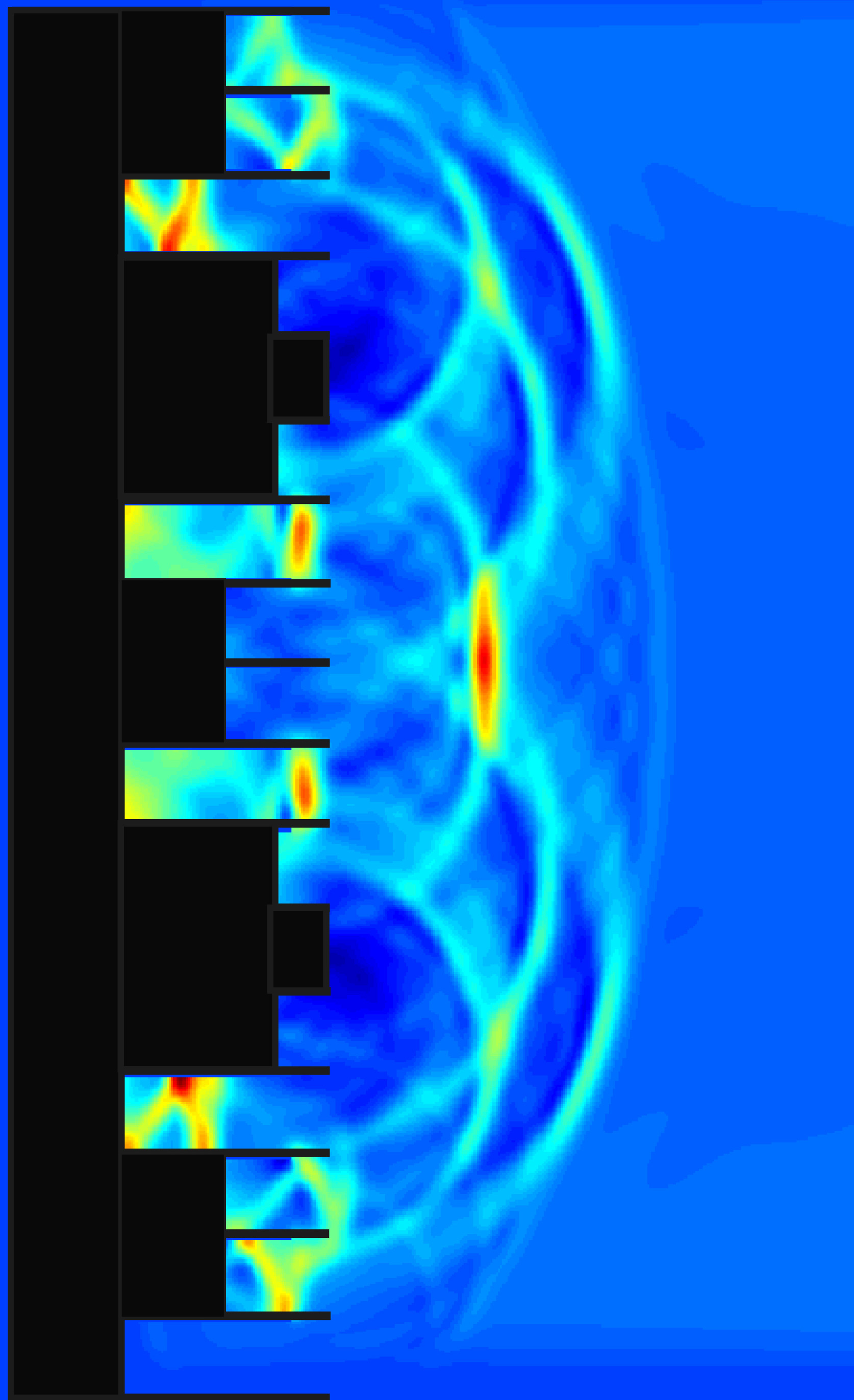
A klasszikus fizika megvalósulása egy akusztikus diffúzorról visszaverődő hang akusztikus mérnöki modelljében

A klasszikus fizika a 20. századig kialakult hagyományos témákat foglalja magába: a klasszikus mechanikát, a fénytant, a termodinamikát és az elektromágnességet.
A klasszikus mechanika az erőnek a mozgásállapotra való hatásával, és a mozgásban levő testekkel foglalkozik. Gyakori felosztása szerint a mechanika részterületei: a statika (mozgást nem végző testek erőjátékának vizsgálata), kinematika (a mozgás vizsgálata tekintet nélkül annak okára) és dinamikára (a testekre ható erők, és a kiváltott mozgásállapot-változások vizsgálata); A vizsgált rendszert gyakran elvontan ábrázoljuk: valódi testek helyett bizonyos jellemzők tekintetbevételétől eltekintünk. Ilyen értelemben, az absztrakció különböző szintje szerint beszélhetünk tömegpont-mechanikáról, merev testek mechanikájáról, szilárdtest-mechanikáról és folyadékmechanikáról (e két utóbbi összefoglaló megnevezése a kontinuummechanika) A folyadékmechanika, illetve az ezzel nagyban átfedő áramlástan a széles alkalmazási területe és sajátos matematikai megfogalmazása miatt saját tudományágnak is tekinthető, és magába foglal olyan ágakat, mint a hidrosztatika, a hidrodinamika, az aerodinamika és a pneumatika. Az akusztika a hang keletkezésének, irányításának, kibocsátásának és érzékelésének a vizsgálata. Az akusztika fontos modern ágai között megtalálhatók az ultraszonika, a nagyon magas frekvenciatartományú, az emberi hallás tartománya feletti hanghullámok vizsgálata; a bioakusztika, az állathangok és hallás fizikája, és az elektroakusztika, a hallható hullámok elektronika általi módosítása.
Az optika elsődlegesen a fény jellemzőinek, viselkedésének vizsgálatával foglalkozik, de nem csak a látható fényével, hanem az infravörös- és ultraibolya-sugárzáséval is. Témája a fény tükröződése, törése, interferenciája, elhajlása, szóródása, polarizációja stb.
Az elektromosságot és a mágnességet közeli kapcsolatuk 19. századi felfedezése után a fizika közös ágaként tanulmányozták. Az elektromos áram mágneses teret kelt, és egy változó mágneses tér elektromos áramot indukál, azt ezt leíró elmélet fontos része a Maxwell-egyenletek. Az elektrosztatika a nyugalmi állapotban levő elektromos töltésekkel foglalkozik, az elektrodinamika mozgó töltésekkel, és a magnetosztatika a nyugalmi állapotú mágneses pólusokkal.
A hőtan a hővel, azaz az energia egyik alakjával, annak más anyagi állapotjelzőkre (például a térfogatra és a nyomásra) kifejtett hatásával kapcsolatos tudományterület. A termodinamika leírja az anyagot alkotó részecskék által tárolt belső energia jellemzőit, foglalkozik a hő és más energiaformák közti kapcsolattal, illetve a természetben spontán lezajló folyamatokra vonatkozó általános törvényszerűségeket fogalmaz meg.

### Modern fizika

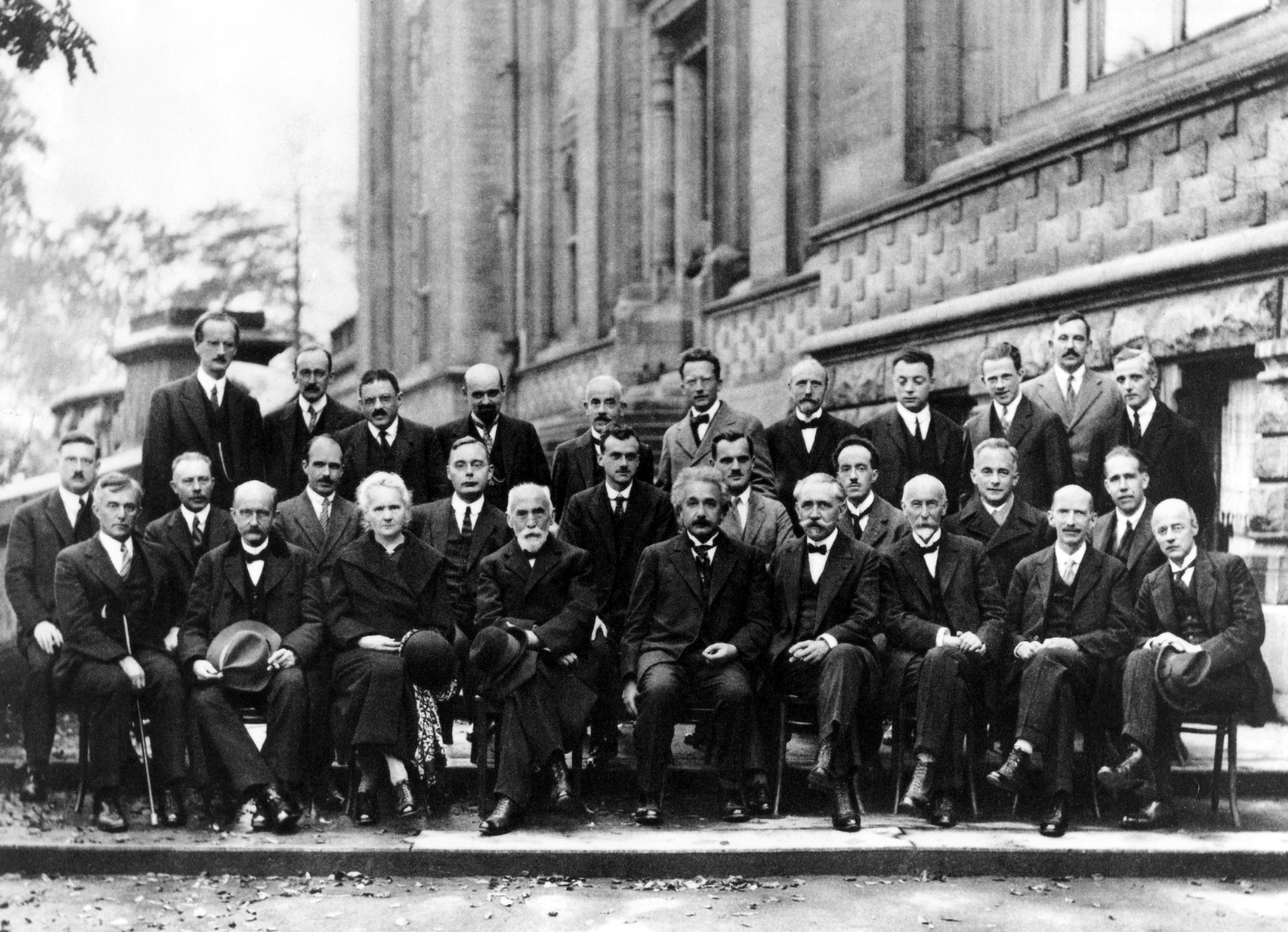
Az 1927-es Solvay konferencia olyan előkelő fizikusok részvételével zajlott, mint például Albert Einstein, Werner Heisenberg, Max Planck, Hendrik Lorentz, Niels Bohr, Marie Curie, Erwin Schrödinger és Paul Dirac

A klasszikus fizika az anyag és az energia hétköznapi tartományában megfigyelhető fizikai jelenségekkel foglalkozik, míg a modern fizika jellemzően a nagyon nagy, vagy nagyon kis méret- és energiatartományok természetét vizsgálja. Például az atom- és magfizika az anyag atomi méretskálájú alkotórészeit, és ezek kölcsönhatását tanulmányozza. A részecskefizika ennél még egy szinttel mélyebbre ás, amikor is az atomot felépítő részecskék szerkezetét, és ezek kölcsönhatásait taglalja. Mivel ilyen részecskék vizsgálatához általában igen nagy energia felszabadítása szükséges (melynek lehetséges megvalósítói a részecskegyorsítók), így ez a terület nagyban átfed a nagyenergiás fizikával.
A modern fizika két fő elmélete, azaz a kvantummechanika és a relativitáselmélet a térnek, időnek és anyagnak a klasszikus fizika által képviselt elképzelésétől eltérő képet mutat. A klasszikus mechanikában szokásos a fizikai mennyiségek folytonosságának feltételezése, míg a kvantumelmélet az atomi és szubatomi jelenségek diszkrét természetét fogalmazza meg. A kvantummechanikában magyarázható az a klasszikusan értelmezhetetlen jelenség is, hogy az anyag kettős természetű: egyes kísérletekben inkább hullámszerű, más kísérletekben inkább anyagi mivoltát mutatja. A relativitáselmélet egy olyan jelenségek leírásának elsődleges módszere, melyek a megfigyelő vonatkoztatási rendszeréhez képest igen nagy sebességgel haladnak. A speciális relativitáselmélet ezen belül a véges fénysebesség értelmezésével és az ehhez közeli sebességgel mozgó testek viselkedésének jellemzésével foglalkozik, míg az általános relativitáselmélet a gravitáció és a téridő viszonyát írja le. A modern fizikai elméletek jellemzően kvantummechanikai és relativisztikus értelmezést is tartalmaznak.

### A klasszikus és modern fizika közti különbség

A fizika alapvető tartományai

Míg a fizika célja az általános természeti törvényszerűségek megállapítása, bizonyos elméletei azonban csak bizonyos feltételek mellett alkalmazhatók. Durván fogalmazva, a klasszikus fizika törvényei azokat a rendszereket írják le pontosan, melyek mérettartománya nagyobb az atominál, és melyek mozgása sokkal lassabb a fénysebességnél. Ezen tartományon kívül a megfigyelések nem egyeznek a klasszikus mechanika által megadott előrejelzésekkel. Albert Einstein fogalmazta meg a speciális relativitáselmélet gondolati rendszerét, mely az abszolút idő és tér fogalmát a téridővel helyettesítette. Így lehetővé tette az olyan rendszerek pontos leírását, melyek alkotóelemeinek sebessége közelít a fénysebességhez. Többek között Max Planck, Erwin Schrödinger, Neumann János és Niels Bohr munkája nyomán kialakult a kvantummechanika, mely a részecskék és kölcsönhatások valószínűségi felfogásán keresztül lehetővé tette az atomi és szubatomi léptékek pontos leírását. A későbbi kvantumtérelmélet célja a látszólag egymásnak ellentmondó kvantummechanika és speciális relativitáselmélet egyesítése volt. Az általános relativitáselmélet a gravitációs kölcsönhatást a téridő görbületeivel magyarázza, mellyel a világegyetem nagyon nagy tömegű és méretskálájú struktúrái jól leírhatók. Az általános relativitáselméletet, és így a négy természeti kölcsönhatás közül a gravitáció elméletét még nem sikerült összeegyeztetni a kvantummechanikával, bár a kvantumgravitáció elméletének leírására többféle elképzelés is született.

## Kapcsolata más tudományterületekkel

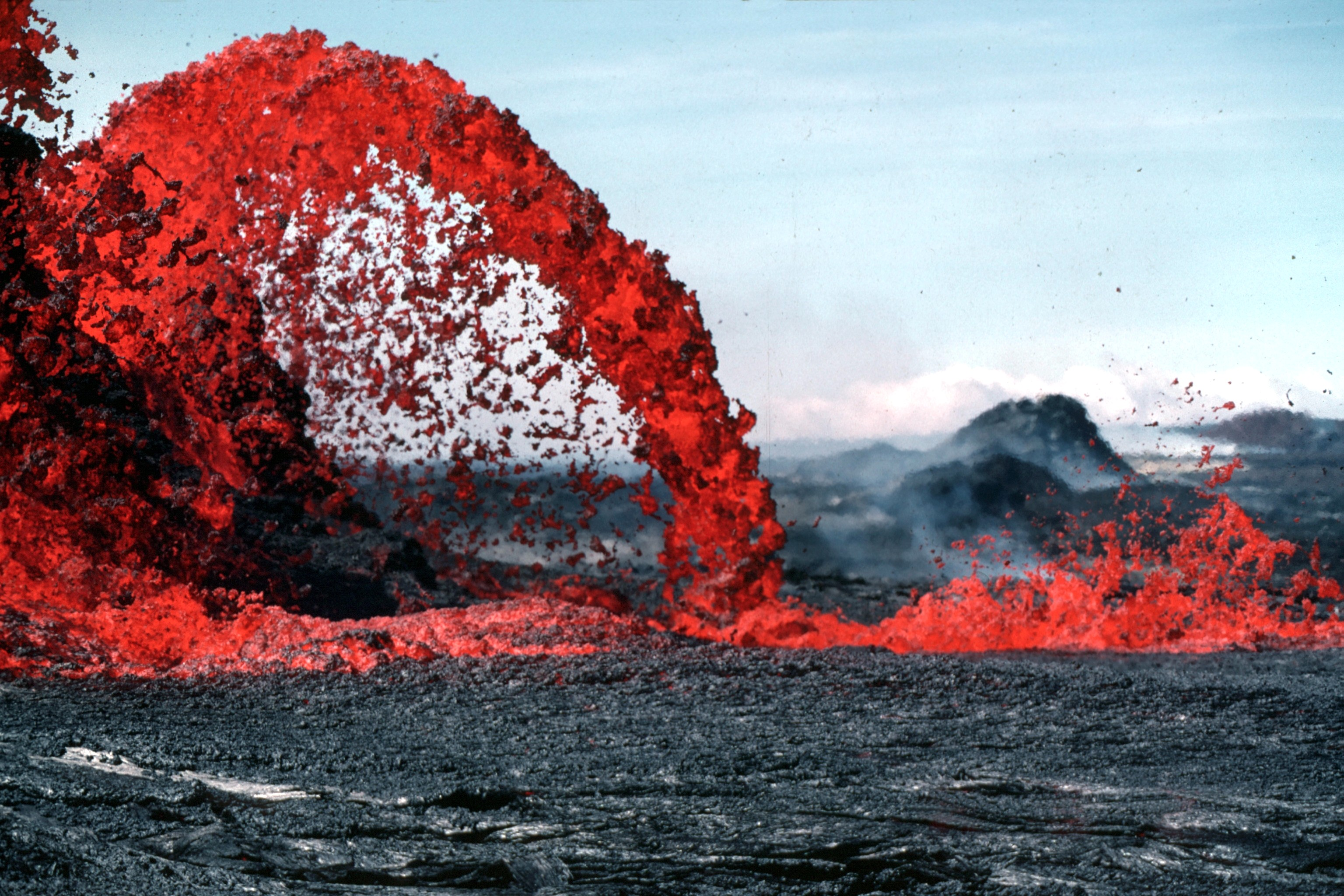
A fizikában alkalmazott absztrakt matematikai objektumok olykor megfigyelhetővé válnak. A parabola alakban ívelő lávafolyam Galilei szabadon eső testek gyorsulásával kapcsolatos állítását példázza

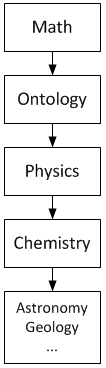
A fizikában használjuk a matematikát és az ontológiát. A kémiában és a kozmológiában pedig a fizikát

### A fizika, mint közös alap
A matematika egzakt nyelvet ad a természetben található rend leírására. Ezt hirdette például Püthagorasz, Platón, Galilei, és Newton.
A fizika a matematikát használja a kísérleti eredmények rendszerezésére és kifejezésére. Ezekből az eredményekből, pontos vagy közelítő megoldások, kvantitatív eredmények és belőlük származó új előrejelzések nyerhetők, melyek kísérletileg igazolhatók vagy cáfolhatók. A fizikai kísérletek eredményei numerikus mérések. A matematikán alapuló módszerek a számítógépes fizikát a kutatás aktív területévé tették. Például bizonyos kísérletek elvégzésére nincs mód a vizsgált jelenség idő- vagy mérettartománya miatt, ekkor a fizikai világot valamilyen szempont szerint modellező számítógépes szimulációkat alkalmazhatnak, melyekből tényleges kísérlet nélkül is vonhatók le következtetések.

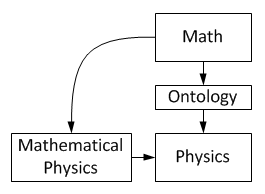
A matematika és a fizika közti különbségtétel jól meghatározott, de nem mindig egyértelmű, különösen a matematikai fizika esetén

A fizika az ontológián, azaz a létező tanulmányozásán alapul. Ezzel ellentétben a matematika függetlenül is megfogalmazható. Ez azt jelenti, hogy a fizika alapvetően a való világ leírásaival foglalkozik, míg a matematika elvont sémákat állít, melyek nem szükségszerűen vannak kapcsolatban a tapasztalati világunkkal. Ez úgy is megfogalmazható, hogy a fizika állításai szintetikusak, míg a matematika állításai analitikusak. A matematika feltevéseket tartalmaz, míg a fizika elméleteket. A matematikai állításoknak csak logikailag kell igaznak lenniük, míg a fizika állításainak előrejelzései meg kell egyezzenek a megfigyelt és kísérleti adatokkal.
A fenti különbség e két tudomány között nem mindig nyilvánvaló. A matematikai fizika például a matematika módszereit alkalmazza, de a fizika adta fogalomrendszerben jut érvényre. Módszerei a matematikához illeszkednek, de a fizikai valóságot tárgyalják. A módszer lényege, hogy először a fizikai probléma matematikai modelljét állítja fel, majd a felállított matematikai modellben olyan matematikai összefüggéseket mond ki, melyek leírják a kísérleti fizika tapasztalatait. A megoldás lépései közben esetleg eltávolodik a modell attól, hogy minden lépése fizikailag könnyen magyarázható maradjon, de a végeredmény azonban könnyen interpretálható, hozzá a tapasztalati jelenségek könnyen kapcsolhatók. Erre egy gyakori példa az, amikor egy fizikai jelenség matematikai modelljében komplex kifejezéseket alkalmaznak: mivel egy valódi fizikai mennyiség nem lehet komplex, csak valós, így ezen közbülső eredmények nem köthetők fizikai képhez. A számolás végeredménye azonban visszamutat a valós matematikára, mely már valós mérhető mennyiségek leírására alkalmazható.
A fizika az alapvető tudományok egyike, azaz elsősorban nem gyakorlati tudomány. A fizikát nevezik "az alapvető tudománynak" is, mert a természettudományok összes ágának, mint a kémia, a csillagászat, a geológia és a biológia, vizsgálati tárgyát a fizikai törvények határozzák meg.
A fizikának számos alkalmazása van például a mérnöki és orvosi tudományok területén.

### Alkalmazása és hatása

Az Arkhimédészi csavar, egy emelésre használatos egyszerű gép

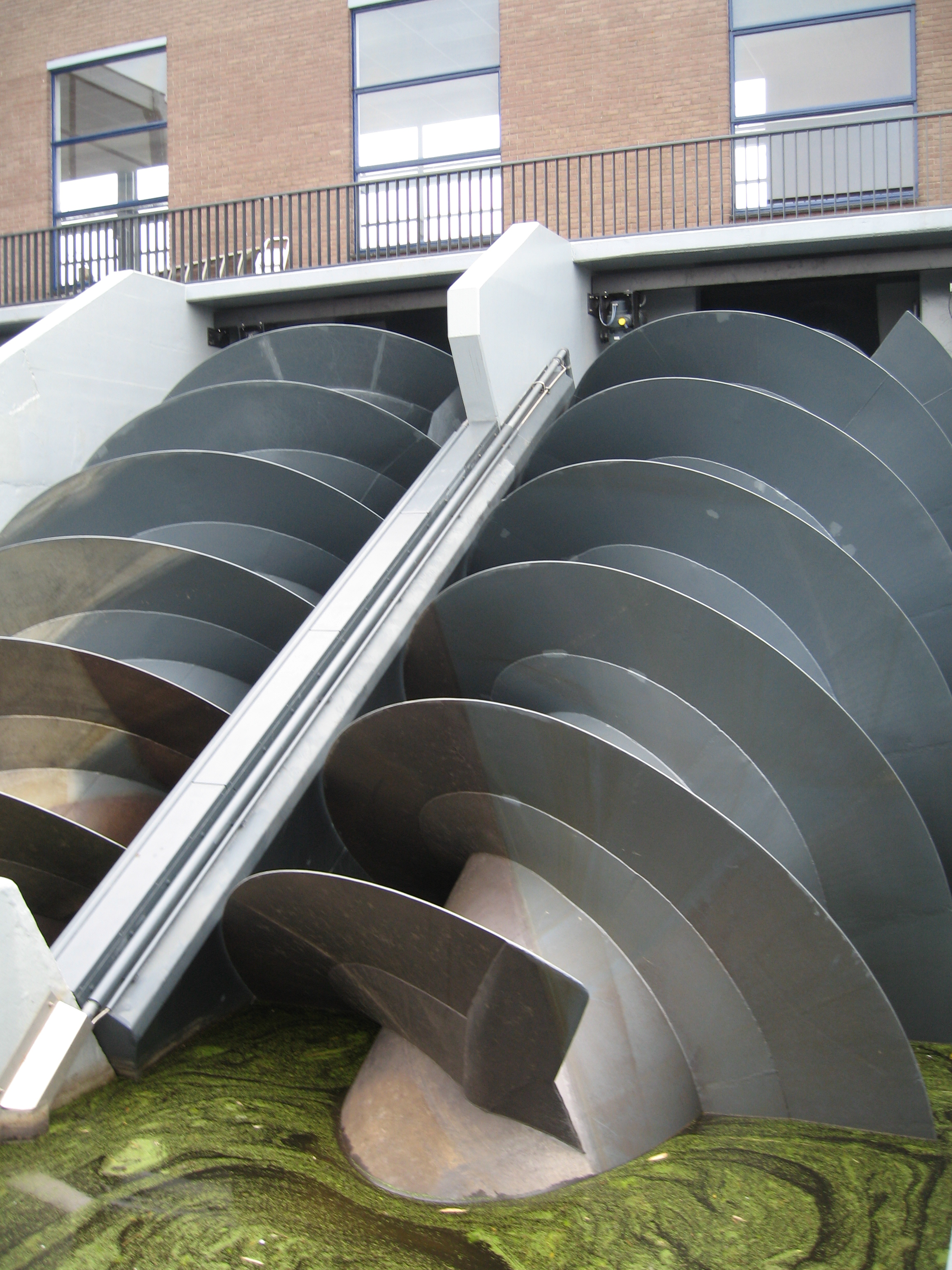
A fizikai törvények alkalmazása folyadékok emelésénél

A alkalmazott fizika a fizikai kutatás egy általános területe, mely bizonyos felhasználásra irányuló fizikai kutatásokat fog össze. Az alkalmazott fizika általában magában foglalja az alkalmazott terület, mint a geológia vagy a villamosmérnöki tudományok témáját. A mérnöki tudományoktól általában abban különbözik, hogy egy alkalmazott fizikus nem tervez kifejezetten valamit, hanem inkább használja a fizikát vagy fizikai kutatást végez azzal a céllal, hogy új technológiákat fejlesszen ki, vagy megoldjon egy problémát.
A megközelítés hasonló az alkalmazott matematikáéhoz. Az alkalmazott fizikus a tudományos kutatásban használja a fizikát. Például a gyorsítófizika területén dolgozó emberek egy jobb részecskedetektor építésére törekszenek az elméleti fizika területén végzett kutatásokhoz.
A fizika gyakran kerül alkalmazásra a mérnöki tudományokban. Például a statika eredményei nélkül nem lennénk képesek hidakat és más épített szerkezeteket létrehozni. Az akusztika jelenségeinek megértése és felhasználása a hang irányítására vonatkozó alkalmazásokat segíti, segítségével javíthatók a koncerttermek hangtani jellemzői. Az optika eredményeire támaszkodva újabb, jobb optikai eszközök kifejlesztésére nyílik lehetőség. A fizika megértésének következményei a realisztikusabb repülőszimulátorok, videójátékok és filmek. Eredményeit bűnügyi vizsgálatoknál is figyelembe veszik.
Általános elképzelésünk szerint fizika törvényei egyetemlegesek és idővel nem változnak, mely feltevés alkalmazása nélkül számunkra bizonytalanok maradnának a minket körülvevő világ jelenségei. A földtörténet vizsgálatánál például a Föld tömege, hőmérséklete és forgási periódusa meglehetősen jól modellezhető az idő függvényében, mely lehetővé teszi az időbeli extrapolációt a múltbeli és jövőbeli események előrejelzésére. A mérnöki tudományokban alkalmazott szimulációk alapja is a fizikai törvényszerűségek egyetemessége, melyek alkalmazása drasztikusan felgyorsítja új technológiák kifejlesztését.
A fizika ezen kívül hatással van sok más területre is, mivel maga is interdiszciplináris (pl. hatással van az ökonofizika és a szociofizika területeire).

## A fizikai kutatás módja

### Tudományos módszerek
A fizikusok tudományos módszereket használnak a fizikai elméletek érvényességének a vizsgálatára. Az eljárás lényege, hogy összehasonlítják egy elmélet következményeit a hozzá kapcsolódó kísérletekből és megfigyelésekből levont következtetésekkel. Ezekből a fizikusok képesek logikus, egyértelmű és megismételhető módon megvizsgálni egy elmélet érvényességét.
A tudományos törvény egy tömör szóbeli vagy matematikai állítása egy összefüggésnek, mely kifejezi valamely elmélet alapvető elvét, mint például Newton univerzális gravitációs törvénye.

### Elméleti és kísérleti szemlélet

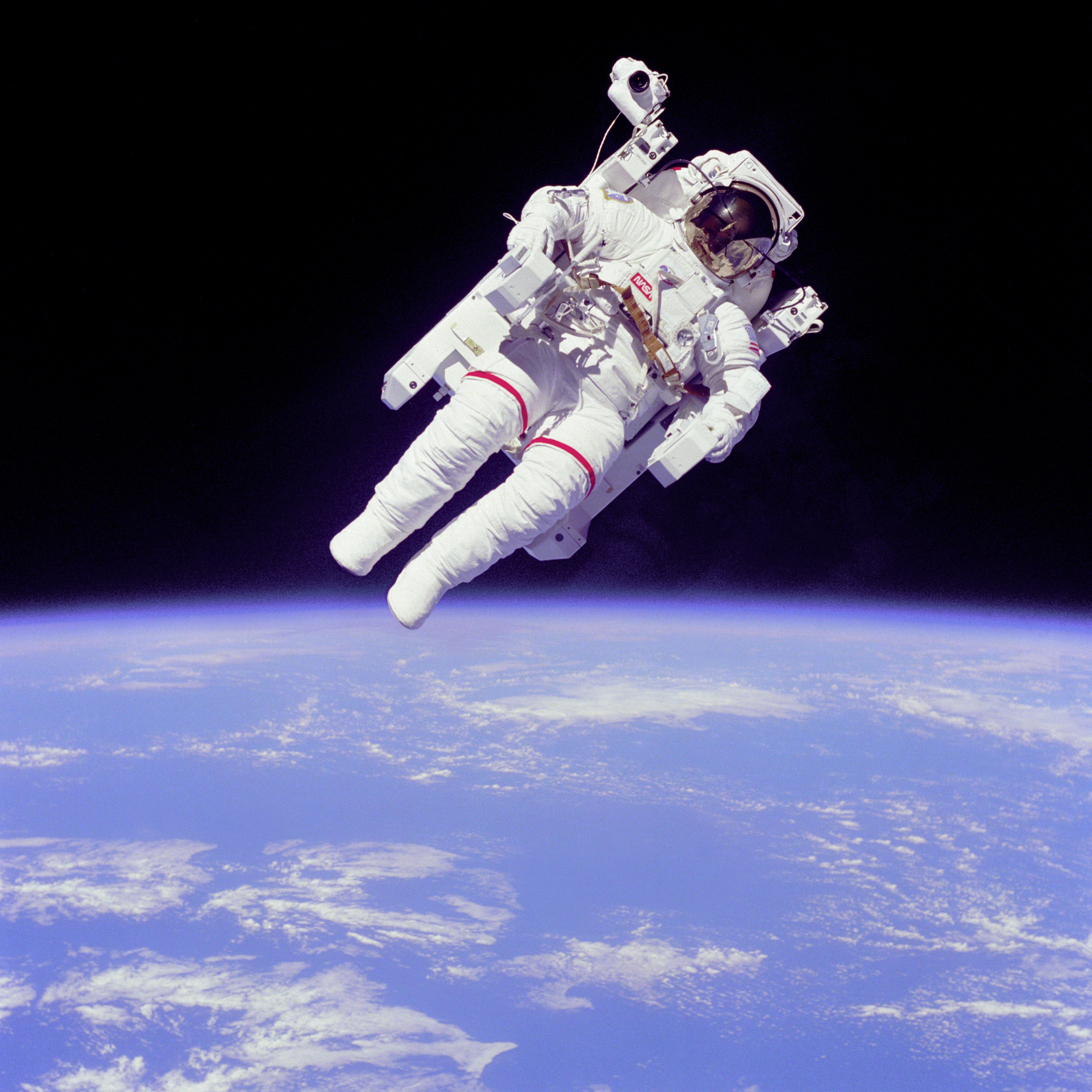
Mind az űrhajós, mind a Föld szabadesésben vannak

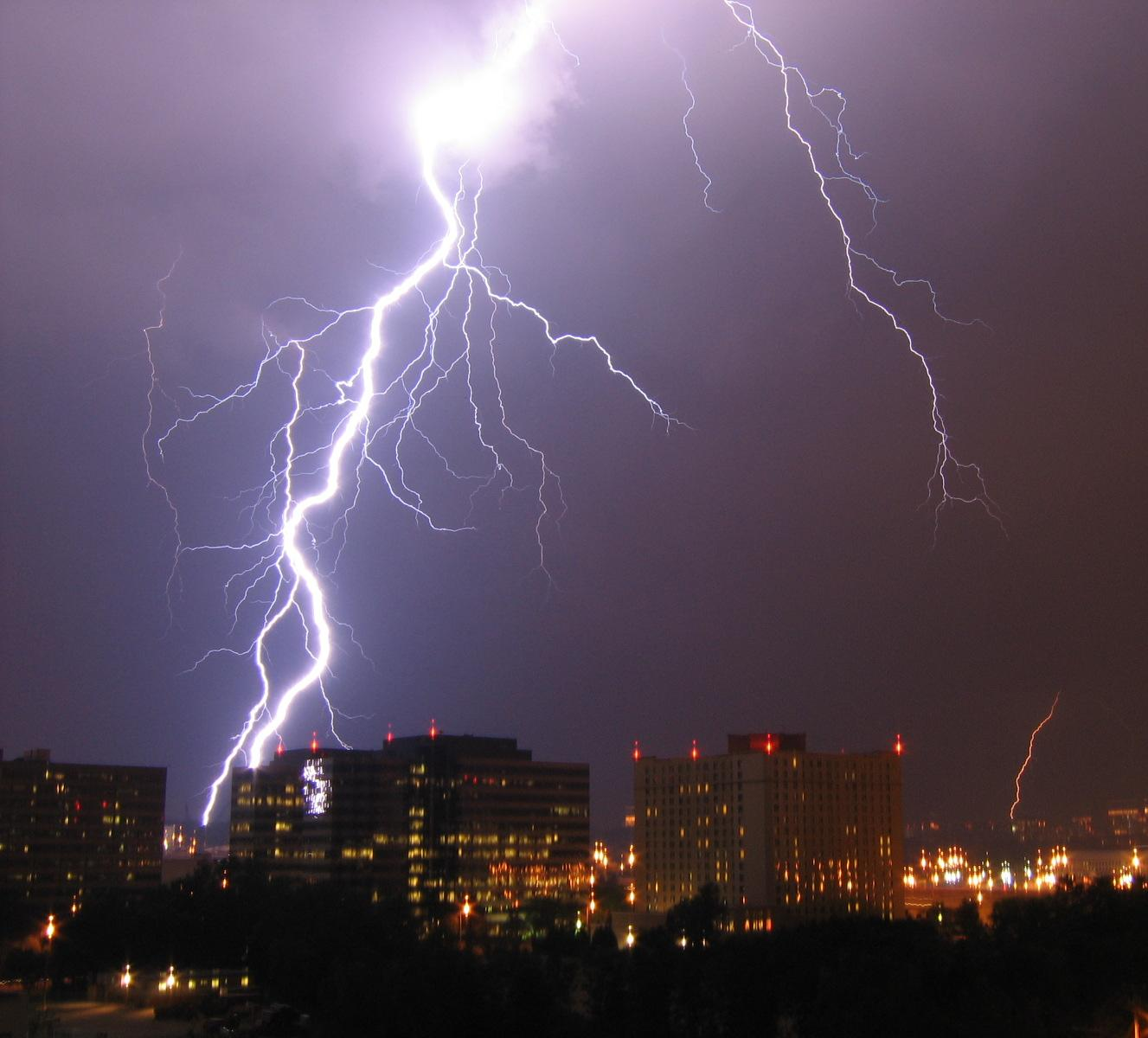
A villám elektromos áram

A fizikai kutatásban az elmélet és a kísérlet egymás kiegészítői. Az elméleti fizikusok olyan matematikai modellek kifejlesztésére törekszenek, melyek mind egyeznek a meglevő kísérletekkel, mind sikeresen előrejelzik a jövőbeli kísérleti eredményeket. Eközben a kísérleti fizikusok kísérleteket gondolnak ki és hajtanak végre az elméleti előrejelzések vizsgálata és új jelenségek felfedezése céljából.
Bár az elmélet és a kísérlet külön fejlődött, szorosan függnek egymástól. A fizikában gyakran akkor történik előrehaladás, amikor a kísérleti fizikusok olyan felfedezést tesznek, melyet a létező elméletek nem tudnak megmagyarázni, vagy amikor az új elméletek kísérletileg vizsgálható előrejelzéseket szülnek, melyek új kísérletekre ösztönöznek.
Egy új jelenségkör vizsgálatánál gyakran előfordul, hogy nem áll még rendelkezésre olyan elmélet, mely az alapfeltevésekből levezethető, és az új jelenségeket leírja. Ekkor fenomenologikus modelleket állítanak fel, melyek ugyan összhangban vannak mind a fizikai, mind a matematikai képpel, de nem kapcsolódnak szervesen a korábbi elméletekhez. Ezek célja egy matematikai keret nyújtása az új jelenségek értelmezéséhez és a később felállított elméleti modell megalapozásához.
Az elméleti fizikusok a filozófiából merítettek ihletet; az elektromágnesesség így került egyesítésre. A tapasztalt világegyetem leírásán túl az elméleti fizika hipotetikus problémákkal is foglalkozik. Ilyenek például a párhuzamos világegyetemekről, illetve a multiverzumról és magasabb dimenziókról alkotott világképek. Az elméleti szakemberek ezeket az elképzeléseket a létező elméletek bizonyos problémáinak megoldása reményében hívják segítségül, majd ezen elméletek következményeit és előrejelzéseit összevetik a tapasztalatokkal.
A kísérleti fizika tudásanyagának bővítéséhez a mérnöki tudományok és a technológiai fejlesztések eredményei is hozzájárulnak. Az alapkutatás tervezésében részt vevő kísérleti fizikusok kísérleteket végeznek olyan felszerelésekkel, mint a részecskegyorsítók és a lézerek, míg az alkalmazott kutatásban részt vevők gyakran az iparban dolgoznak olyan technológiák kifejlesztésén, mint az mágnesesrezonancia-képalkotás (MRI) és a tranzisztorok. Feynman vélekedése szerint a kísérleti fizikusok az elméleti fizikusok által be nem járt területeket fedezik fel.

## A fejlődés irányai
A kondenzált anyagok fizikájában a legnagyobb megoldatlan probléma a magas hőmérsékletű szupravezetés. Nagy kísérleti erőfeszítéseket tesznek a működőképes spintronika és kvantumszámítógépek létrehozására.
A részecskefizikában a standard modellen túli fizika létezésére utaló első kísérleti bizonyítékok megjelenni látszanak. Mindenekelőtt annak a jeleit látják, hogy a neutrínó nem nulla tömegű. Ezek a kísérleti eredmények a napneutrínó-probléma megoldását jelenthetik a neutrínóoszcilláció útján. A tömeggel rendelkező neutrínók problémája jelenleg aktív elméleti és kísérleti kutatások tárgya. A 2010-es években nagy figyelem irányult az olyan részecskegyorsítók kísérleteire, mint az európai Nagy Hadronütköztető. Ez a gyorsító TeV-es energiaskálán végez részecskeütköztetéseket. 2012-ben olyan eredmények születtek, melyek arra mutatnak, hogy létezik a Higgs-bozon. Ezzel közelebb kerültek a fizikusok annak megértéséhez, hogy mi adja a testek tömegét. Az ütköztetőben továbbá folynak vizsgálatok a szuperszimmetrikus részecskék létezésével kapcsolatban is.
Fél évszázada terítéken van a kvantummechanika és az általános relativitáselmélet egyesítése. A jelenlegi legígéretesebb jelöltek az M-elmélet és a hurok kvantumgravitáció.
Sok csillagászati jelenséget meg kell még magyarázni, ilyen például az ultramagas energiájú kozmikus sugarak és a galaxisok anomális forgásperiódusának problémája. A megoldásul javasolt elméletek között található a duplán speciális relativitáselmélet, a módosított Newton-dinamika és a sötét anyag létezése. Továbbá az elmúlt évek kozmológiai feltételezései ellentmondanak a legutóbbi kísérleti bizonyítékoknak, miszerint a Világegyetem tágulása gyorsul.

## Fordítás
- Ez a szócikk részben vagy egészben  a   physics című angol Wikipédia-szócikk ezen változatának fordításán alapul.  Az eredeti cikk szerkesztőit annak laptörténete sorolja fel. Ez a jelzés csupán a megfogalmazás eredetét és a szerzői jogokat jelzi, nem szolgál a cikkben szereplő információk forrásmegjelöléseként.